# Historia de Manlleu

## Prehistoria y época romana
Los primeros vestigios de ocupación humana en el término municipal de Manlleu (Barcelona) España, se remontan al Neolítico (4300-2500 aC), como atestiguan los restos arqueológicos hallados cerca de la ermita de San Jaime y en el cerro Puig-guardial. En 1986, durante la excavación de los cimientos de unas viviendas cercanas al Instituto de Bachillerato, se produjo el hallazgo de dos esqueletos en un silo subterráneo que se remontan a la época calcolítica (2000-1800 aC) y que revelaron la existencia de un establecimiento al aire libre dedicado a la agricultura y la ganadería.
También hay materiales arqueológicos en la zona del Fugurull de la Edad de Bronce, datados entre los años 1200 al 650 aC, lo que hace pensar en la existencia de un poblado en este lugar, que serían el antecedente inmediato en la zona de las tribus íberas (conocidas como ausetanos en la comarca de Osona) que surgirían más tarde.
Con la entrada de los romanos en el siglo II a. C. la sociedad de los ausetanos sufrió un proceso de romanización que queda reflejado en el yacimiento de Can Caseta (un asentamiento rural que duró hasta el siglo II), situado en el meandro del río, en la zona de Vista Alegre) y en el de Puig-guardial. No obstante, de la época romana sólo se han encontrado varios hallazgos aislados.

## Edad Media

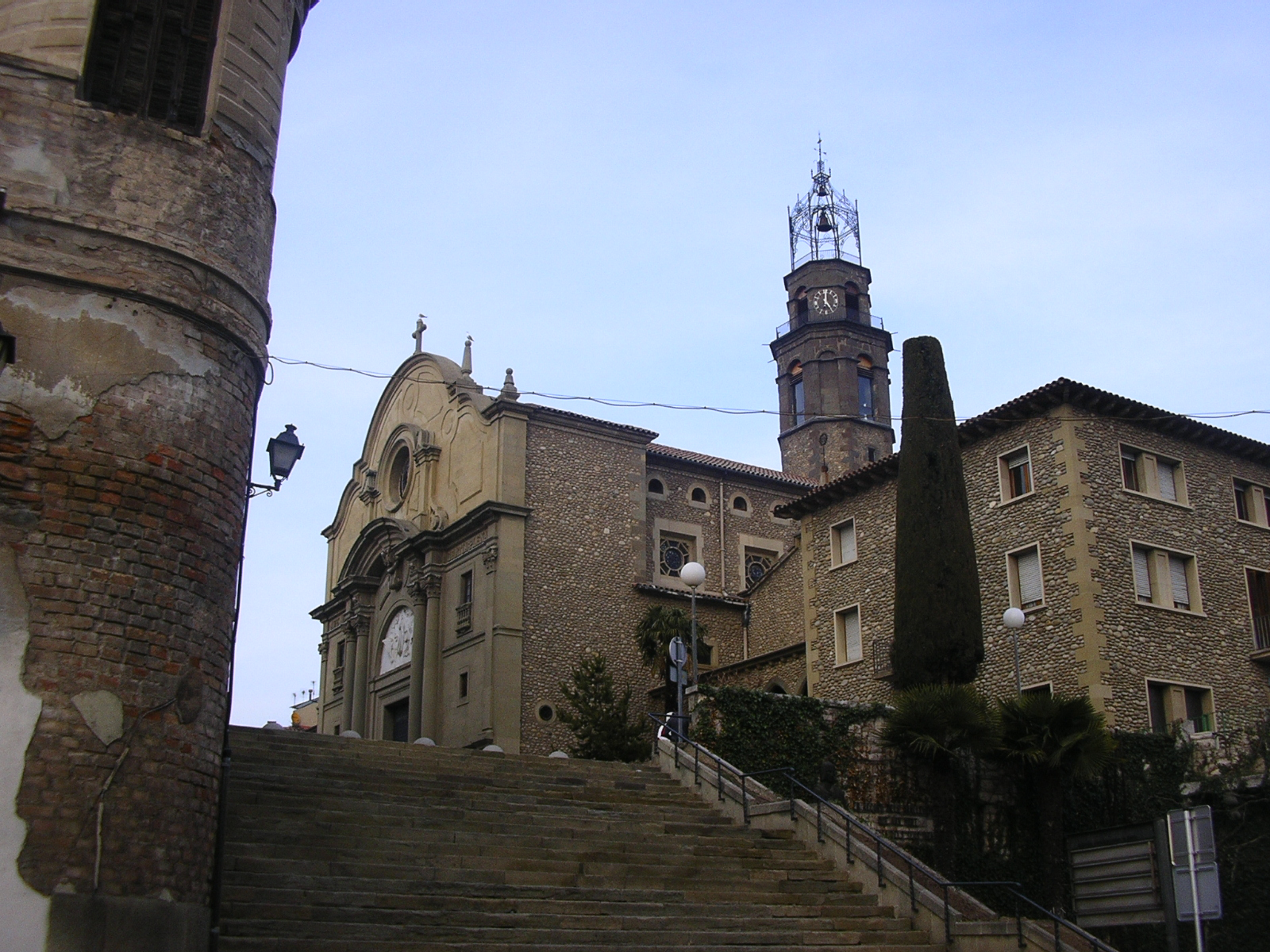
Iglesia de Santa María, Manlleu

El acta de consagración de la iglesia de Santa María en 906 constituye el primer testimonio documental de la población y de su topónimo. En dicho documento aparece el nombre de la población con las formas "Mauseolo" y "Masleolo"; en documentos medievales posteriores la forma predominante será "Mesleo" hasta el siglo XII en que surge por primera vez como "Manleo" y "Manlevo". El primer casco urbano se formó alrededor de la iglesia de Santa María, situada en el cerro actualmente conocido como Dalt Vila.
Entre los años 1084 y 1098 en la iglesia de Santa María se formó una comunidad de clérigos bajo la regla de San Agustín, creándose así un monasterio, que a partir del siglo XII fue acumulando un notable patrimonio. En esta época existió también en Manlleu un castillo que probablemente se construyó hacia el siglo XI y que tuvo unos primeros señores nobles, denominados de Orís-Manlleu. Actualmente no queda ningún rastro, ya que sus últimos restos (que eran conocidos como "El Castellot") fueron destruidos a mediados del siglo XIX por el entonces propietario del terreno. También a esta época corresponde la construcción de algunas iglesias de estilo románico en las afueras de la población como Sant Esteve de Vilacetrú y Sant Julià de Vilamirosa.

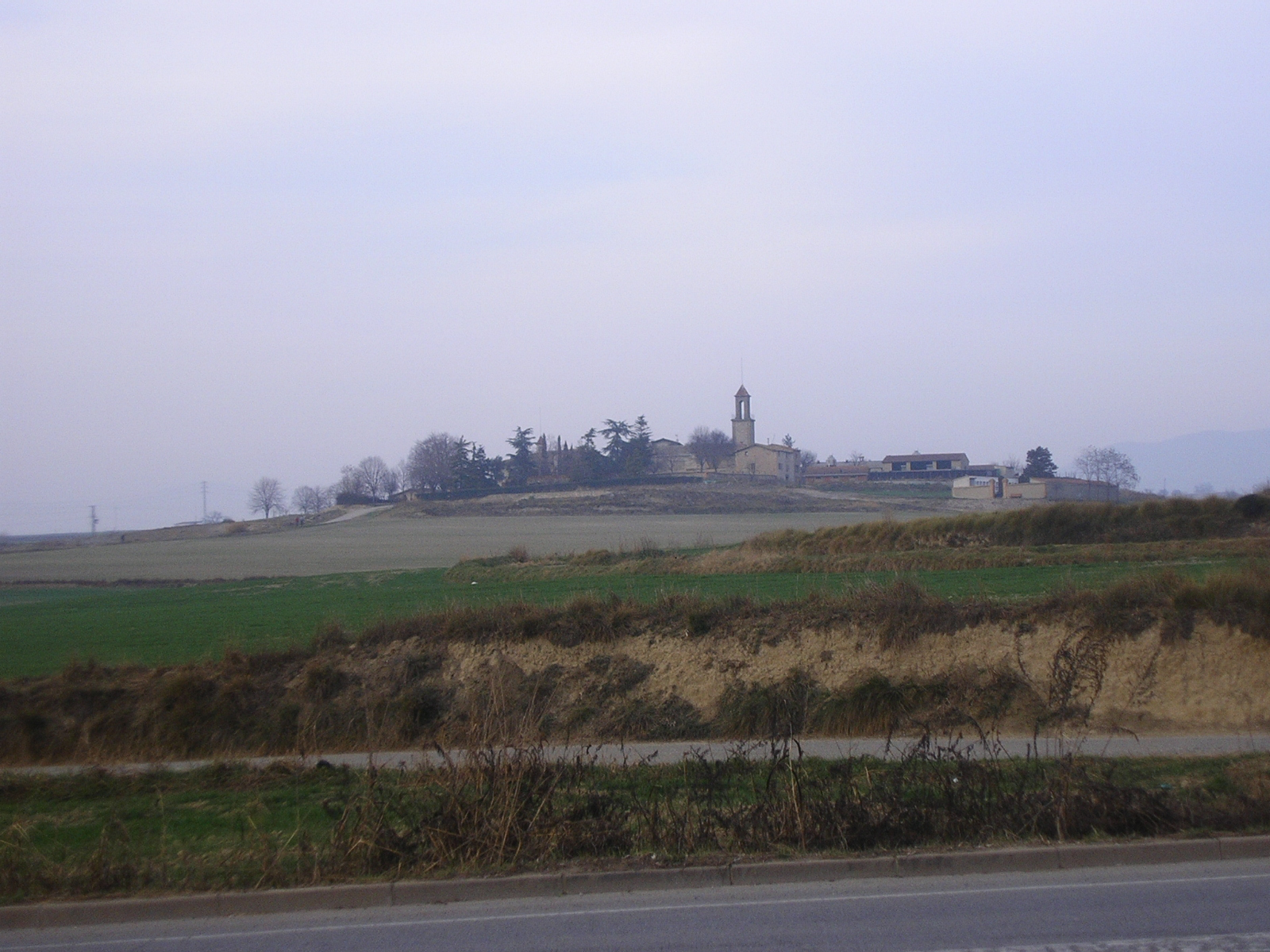
Sant Esteve de Vilacetrú, Manlleu

El crecimiento del primer núcleo alrededor de la iglesia comportó la creación de unas murallas que lo rodeaban con tres portales y el trazado de algunas calles y plazas, en una de las cuales, la plaza Quintana, está documentada desde 1308 la celebración de un mercado semanal.
Los ss. XIV y XV fueron siglos difíciles en toda Europa, debido a la peste negra y las guerras y desórdenes sociales subsiguientes. Manlleu notó también los efectos de la epidemia y la población descendió considerablemente. Sin embargo, a finales del s. XIV la población ya se había recuperado como demuestra el inicio en 1396 de la construcción del puente de Can Molas (finalizado alrededor de 1440) que representó una importante mejora al unir las dos orillas del río Ter.
Tras las crisis demográficas y económicas de la Baja Edad Media, Manlleu experimentó una lenta y progresiva recuperación demográfica durante el s. XVI. Uno de los factores que propició este crecimiento fue la manufactura de la lana.

## SiglosXVIaXVIII
A principios del s. XVI se produjo el último ensanchamiento del antiguo núcleo amurallado, incorporándose al antiguo recinto medieval el espacio que ahora ocupa la plaza de Dalt Vila, a pesar de lo cual la población empezó a a establecerse también fuera de las murallas. Las primeras casas extramuros se construyeron siguiendo el trazado de los antiguos caminos que salían de la población como la calle de Defora (hoy calle de Torelló)
El primer escudo conocido de Manlleu data del año 1582 y se conserva actualmente en la esquina de una casa del principio de la calle de Torelló, en una de las puertas de entrada al núcleo amurallado. Durante el s. XVII, Manlleu continuó creciendo fuera de las murallas y empezaron a formarse el Call del Ter (hoy calle Enric Delaris), y las calles del Pont, de Sant Pere, de Sant Martí y de la Cavalleria.
Tras una etapa de decadencia del monasterio, en 1571 se rehízo el claustro, en estilo gótico-renacentista del que se han conservado algunas arcadas en la zona que actualmente comunica la iglesia con la vicaría. En 1592 el priorato de Manlleu pasó a depender del convento de los dominicos de Tremp, manteniéndose unido a éste hasta mediados del s. XIX.
Durante los ss. XVI y XVII Manlleu, como el resto de Cataluña, sufrió el fenómeno del bandolerismo y los conflictos entre el bando de los nyerros y los cadells. Los Bellfort de Manlleu participaron activamente a favor de los cadells. Testigo de las luchas de esta época es la torre de defensa de esta masía que ha perdurado hasta nuestros días.
En la Guerra de los Segadores destacó la figura del manlleuense Fray Bernadí, que actuó como embajador de la Generalidad ante el rey. Durante la guerra de Sucesión entre los partidarios del pretendiente Carlos de Austria y los de Felipe de Borbón los manlleuenses se adhirieron a la causa de Felipe V debido a su enemistad con los vicenses, partidarios del archiduque, a causa del conflicto de los molinos entre Manlleu y Vich. Manlleu fue una de las pocas poblaciones catalanas que sostuvieron la causa borbónica, por lo que al finalizar la contienda, Felipe V concedió a la villa el título de Fidelísima, así como, en años posteriores, una serie de prebendas recogidas en el Libro de Privilegios que se conserva en el Archivo municipal.
Durante el s. XVIII, Manlleu vivió una etapa de prosperidad demográfica y económica. Por este motivo se intensificó la construcción de viviendas en los caminos en que ya se había empezado a edificar en el siglo anterior. Además, se formó el primer ensanche en la zona hoy conocida como Baix Vila.
La economía de este siglo experimentó transformaciones importantes puesto que la manufactura textil se expandió a causa de la sustitución progresiva de la lana por el algodón y la venta de estos productos en todo el mercado nacional. Este hecho señala el precedente que desencadenó el gran desarrollo textil del s. XIX.
El crecimiento económico y la expansión urbana de la población a finales del s. XVIII comportaron la construcción de una nueva iglesia de mayor amplitud y de estilo barroco en el emplazamiento del antiguo templo medieval.

## SigloXIX

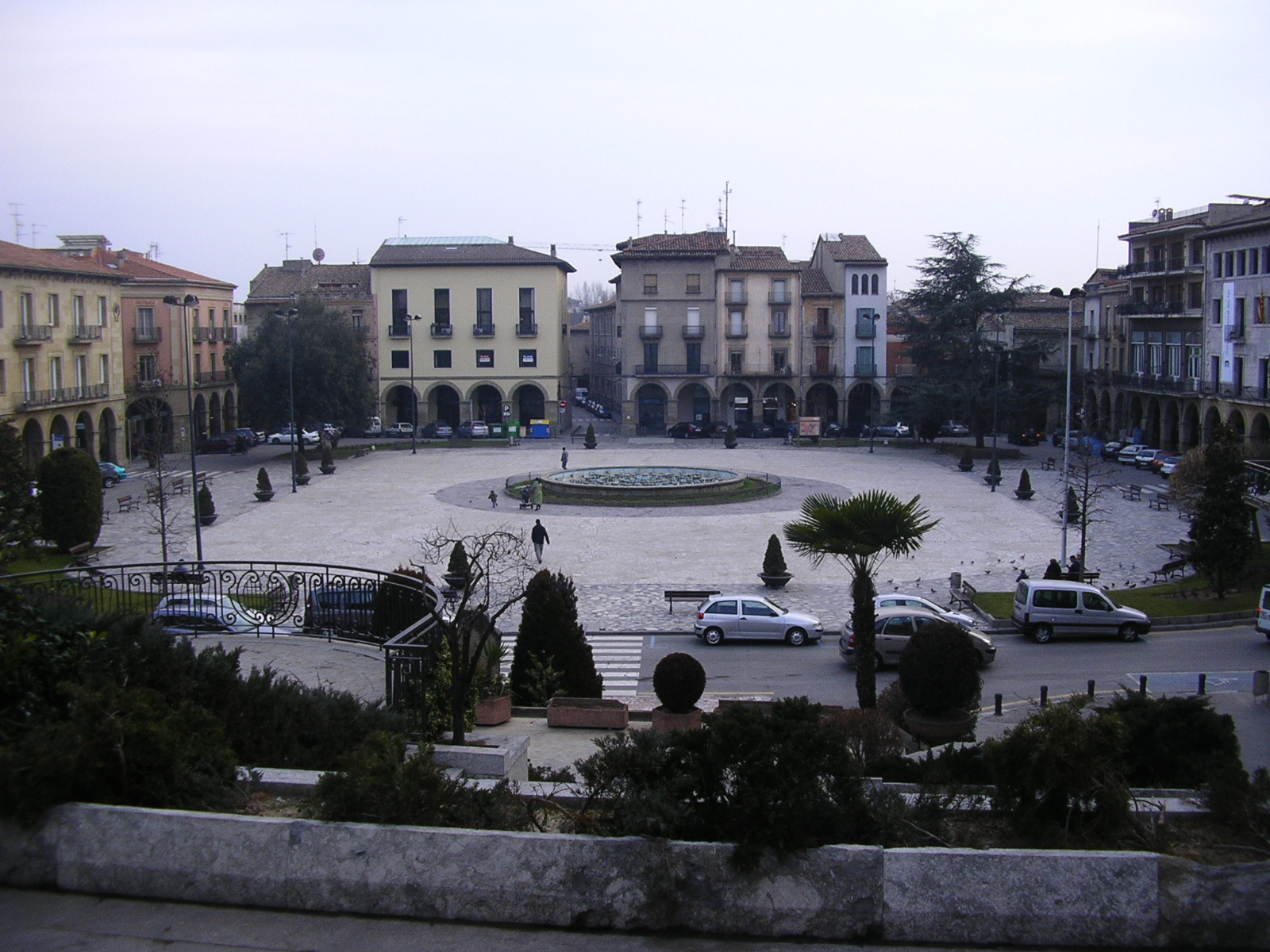
Plaza de Fra Bernadí, Manlleu

A principios del siglo XIX aparecieron las primeras fábricas que paulatinamente sustituyeron el trabajo a domicilio dirigido por los paraires, Hacia la segunda mitad del siglo se intensificó la especialización en los tejidos de algodón que se había iniciado en el siglo anterior y tuvo lugar un rápido desarrollo industrial. Manlleu, como otras poblaciones de la cuenca del río Ter, aprovechó la energía hidráulica proporcionada por éste como fuente de energía para accionar los telares.
La primera fábrica de que se tiene noticia fue la de Domingo Feyner en 1829. Aprovechó la energía hidráulica producida por la antigua acequia que desde fines del s. XVII partiendo de la presa del Dolcet ponía en movimiento la rueda de madera del molino.
La creación del canal industrial permitió el surgimiento de fábricas situadas a su orilla como La Seda o Can Barola. En la misma época se formaron colonias industriales como la de Rusiñol o la de Casacuberta, símbolo de los cambios sociales y económicos que estaban teniendo lugar. El crecimiento industrial propició un rápido incremento demográfico que hizo necesario un planeamiento urbanístico, llevado a cabo por J. Calvet en 1883 en el que se proyectaron los nuevos ensanches del Baix Vila y la construcción de la plaza de Fra Bernadí. Asimismo se abrieron nuevas vías de comunicación como la carretera de Vich (1864), la de Torelló (1865) y la de La Gleva (1886). A pesar de las mejoras económicas, como sucedió en otros lugares de Europa, el nivel de vida de los obreros empeoró ya que de las casas unifamiliares se pasó a pisos de espacio muy reducido y condiciones alimentarias e higiénicas muy precarias.

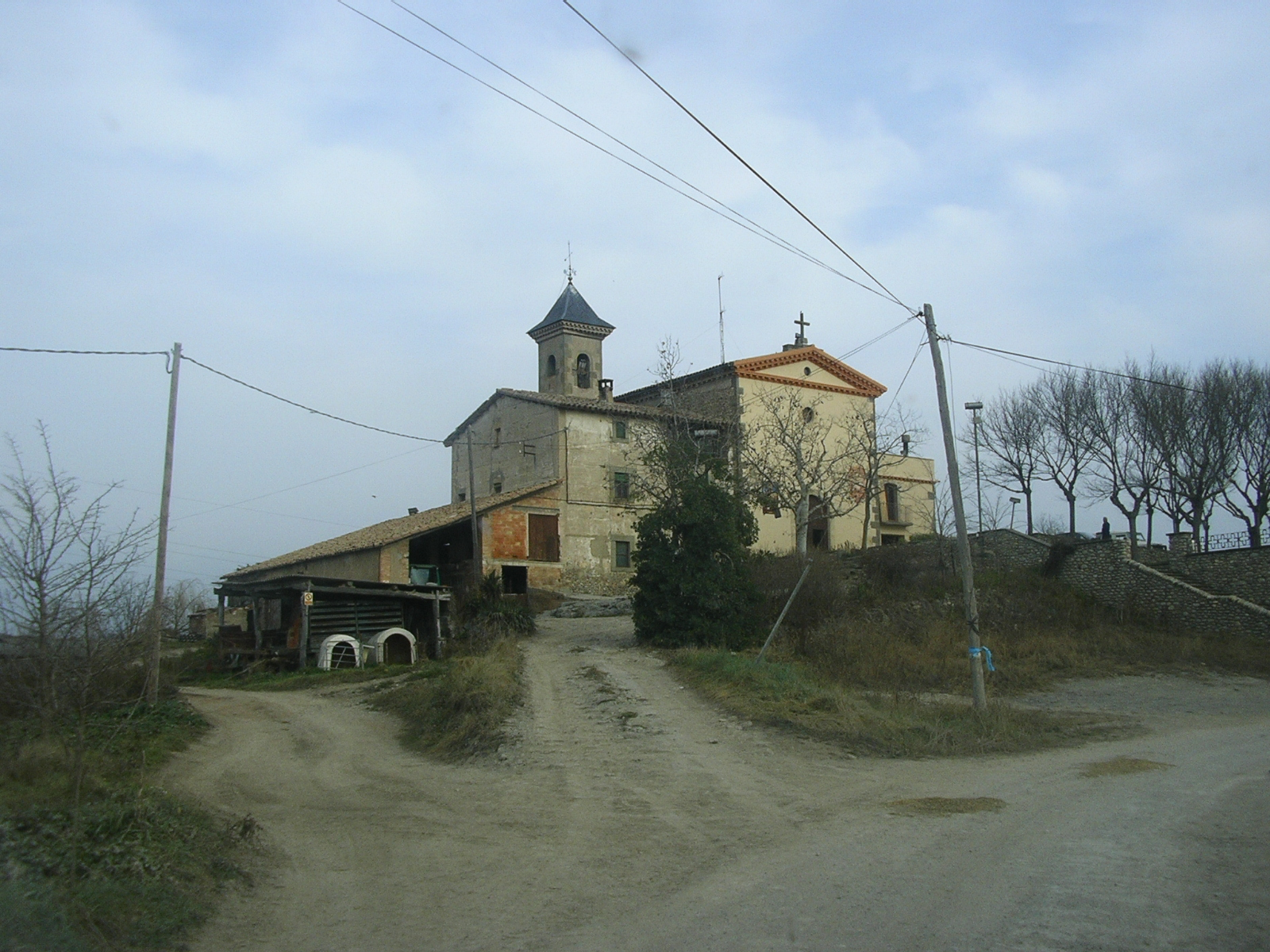
Ermita de Sant Jaume, Manlleu

A mediados del s. XIX, y a pesar de las dificultades que provocaba el trabajo infantil, se dio mayor importancia a la educación y aparecieron las primeras escuelas públicas, impulsadas por los fabricantes: El Carme (1856) y La Salle (1880). Pese al alto nivel de analfabetismo surgieron los primeros diarios, como El Ter (1897), y varias sociedades de todo tipo, entre ellas El Progreso (1862), de cariz obrero, anticlerical y republicano, La Juventud Católica (1877) o El Centre Ocellaire (1894).
Entre los hechos destacados de esta época están la reedificación de la ermita de Sant Jaume (1857), la llegada del ferrocarril (1879), la fábrica del gas (1860), que se aplicó al alumbrado de fábricas, calles y hogares, la edificación del santuario de Puig-agut (1886) y la fundación de la Caja de Ahorros Comarcal de Manlleu (1896).

## SiglosXXyXXI
Los primeros años del s. XX se vieron condicionados por la crisis textil provocada por la pérdida de los últimos mercados coloniales (1898). Se produjeron graves conflictos sociales y la población experimentó notables penurias. Sin embargo, la Primera Guerra Mundial, en la que España se mantuvo neutral, revitalizó la industria catalana y, por ende, la manlleuense. Dos aspectos importantes fueron la electrificación que evitó depender del agua del río y el mantenimiento de la industria textil como actividad principal, al mismo tiempo que la aparición de nuevas iniciativas industriales en los sectores metalúrgico, alimentario y de la maquinaria. Destaca en esta época la creación de las empresas Conductores Eléctricos Roqué (1923), la fábrica de gaseosas y refrescos Casa García (1875), La Piara, de embutidos (1923) y Platt-Saco-Lowell, de maquinaria textil (1908).
A lo largo del siglo aparecieron y se consolidaron diversas asociaciones creadas por el proletariado para mejorar su situación social. En 1914 se unieron varias cooperativas manlleuenses y formaron la Mútua de Pa i Queviures. También se intentó dar formación a los nuevos jóvenes de clase trabajadora y se creó el Patronato de Cultura (1929), obra de Josep Sanglas i Alsina, fabricante local. Una de las principales mejoras en la sanidad fue la creación del hospital de Sant Jaume (1913), recientemente demolido.
El 14 de abril de 1931 se produjo la proclamación de la Segunda República Española y en 1934 la proclamación del Estat Català que tan sólo provocó pequeños disturbios en la población. El estallido de la Guerra Civil el 18 de julio de 1936 supuso el inicio de una época de penurias. El fuerte anticlericalismo comportó la expulsión del clero y la destrucción de la iglesia, excepto el campanario y parte de la fachada. La ocupación de Manlleu por el bando vencedor se produjo el 4 de febrero de 1939, momento en que se iniciaron las represalias de los dirigentes y combatientes republicanos a manos de las tropas franquistas.
Las penurias de la posguerra se vieron agravadas por la inundación de octubre de 1940, que complicó más la reanudación industrial. Como consecuencia de la tromba de agua se edificó el barrio de Gràcia, para proporcionar vivienda a las personas que la habían perdido a causa de la inundación. Para prevenir futuras crecidas del río, en 1968 se iniciaron las obras de un muro de contención que, llevadas a cabo en tres fases, finalizaron en 1985.
Con la liberalización económica, a partir de 1959 Manlleu experimentó un crecimiento en todos los ámbitos. Una gran oleada de inmigrantes procedentes sobre todo del sur de la península hizo crecer Manlleu entre 1960 y 1975 de 9.410 habitantes a 15.054. Se produjo una especulación del terreno y una explosión urbanística, uno de cuyos resultados más palpables fue la creación del Barrio de l’Erm, que presenta los típicos edificios que simbolizan el crecimiento industrial del momento. A partir de entonces se han construido varios edificios públicos para solucionar las necesidades de la población en los ámbitos educativo, cultural y sanitario. Las escuelas públicas Puig-agut (1972) y Pompeu Fabra (1982); la de Casals Gràcia (1973); el Instituto de Bachillerato Antoni Pous i Argila (1986); el Mercado Municipal (1983); el Centro de Atención Primaria (1992); El Museo Municipal (1983) y el Museo Industrial del Ter. También se crearon instalaciones deportivas (pabellón, piscinas públicas y pistas de tenis). El intento de concentrar las industrias hizo aparecer el polígono industrial de La Coromina y, posteriormente, el nuevo polígono del Verdaguer.
En 1979 tuvieron lugar las primeras elecciones municipales democráticas con la victoria de Joan Usart (de la candidatura de GRUNACE: Grup Nacionalista de CentreEsquerra), que pasó a ser el primer alcalde democrático desde la República y ocupó el cargo hasta 1995, momento en que resultó elegido Ramon Sitjà (PSC), como resultado de una coalición de su partido con ERC e IC. Las elecciones municipales de junio de 1999 dieron nuevamente el triunfo a un candidato de CiU, por mayoría absoluta: Joaquim Vivas. En 2003 accedió a la alcaldía Pere Prat, de ERC, al frente de una coalición de izquierdas con PSC e IC-EV. En 2007 Pere Prat venció nuevamente en las elecciones municipales, esta vez por mayoría absoluta.
El siglo XXI ha visto un nuevo impulso de la actividad económica que ha conllevado un notable incremento demográfico debido a la inmigración procedente del extranjero (especialmente de Marruecos) junto a una acelerada expansión urbanística. La inclusión del "Proyecto de Intervención Integral del Barri de l’Erm de Manlleu” en la Ley de Barrios aprobada por la Generalidad de Cataluña (2004) supone una remodelación urbanística importante que tiene como hecho más destacado la demolición de los “Pisos de Can García” y comporta actuaciones de promoción de la convivencia cívica e integración social de la población recién llegada.
- Datos: Q5899143